# Yitzhak Graanboom
Yitzhak Graanboom, även stavat Isaac Graanboom, född 1738 i Sverige, död 1807, var en domare, judisk konvertit och tillförordnad överrabbin i Amsterdam under 1700-talet.

## Familjebakgrund
Isaac Graanbooms far, Jacob Graanboom, föddes i Sverige under slutet av 1600-talet, och växte upp i en militärfamilj. Som vuxen började Jacob uppleva återkommande drömmar där hans mor förebrådde honom för att han inte studerade Torah. Påverkad av dessa drömmar köpte han en bibel för att kunna läsa Torah-delen, vilket blev inledningen till en långsam, personlig process att närma sig judendomen. Fadern började successivt anamma judiska sedvänjor och ritualer.
Vid 69 års ålder fattade Jacob beslutet att formellt konvertera till judendom, tillsammans med sin hustru och deras åtta barn. Eftersom konversion till judendomen var förbjuden i större delen av Europa vid denna tid, valde familjen att flytta till Amsterdam år 1749, en av få platser där en sådan konversion var tillåten och accepterad. I samband med konversionen antog Jacob namnet Avraham och hans son Matias fick namnet Isaac – sedermera känd som Rabbi Izak Ger.
Efter flytten till Amsterdam kom Isaac att bli en framstående Torah-lärd, och blev så småningom rabbin och dayan (religiös domare) för den reformvänliga Nya Kehillah i Amsterdam.